# Gossypianthus australis
Gossypianthus australis är en amarantväxtart som beskrevs av August Heinrich Rudolf Grisebach. Gossypianthus australis ingår i släktet Gossypianthus och familjen amarantväxter. Inga underarter finns listade i Catalogue of Life.